# Spopad za mejni prehod Holmec
Spopad za mejni prehod Holmec je bil eden izmed spopadov med slovensko osamosvojitveno vojno, ki je potekal med 27. in 29. junijem 1991 med pripadniki Slovenske policije in TO RS na eni strani ter pripadniki JLA na drugih za mednarodni mejni prehod Holmec. To je tudi eden najbolj obsežnih in intenzivnih spopadov celotne vojne.
Sam spopad je bil vzrok več političnih afer: Vič-Holmec (1999) in Holmec (2006).

## Zgodovina
Sam konflikt se je pričel 27. junija 1991, ko so pripadniki JLA iz bližnjih obmejnih stražnic dobili ukaz, da zasedejo vse mejne prehode. Ko so prišli k mejnemu prehodu, so ugotovili, da ga brani 15 policistov (takratnih miličnikov). JLA je izdala petnajst minutni ultimat ob 17.07, da se mora mejni prehod predati, drugače bo prišlo do spopada. Ker so policisti zavrnili ultimat, je JLA ob 17.46 sprožila prve strele spopada. 1. četa 62. koroškega odreda, ki je položaje ob Holmcu zasedla že ob 4:00 zjutraj, je takoj odgovorila na streljanje in tako pomagala prekiniti napad na mejni prehod. Samo streljanje je trajalo okoli uro in pol.
Po tem uvodnem streljanju je na mejni prehod prišlo še 20 policistov iz Slovenj Gradca in Raven na Koroškem. Na pomoč so bile poslane tudi enote TO RS in sicer: 115. protidiverzantska četa, 1. vod 97. jurišnega odreda, 160. protidiverzantni vod in 32. protiletalska baterija. Tako so v noči na 28. junij enote TO RS začele prodirati proti položajem JLA in jih začeli obkoljevati. Zgodaj zjutraj, okoli 1.00, je 115. protidiverzantska četa prodirala na položaje okoli obmejne stražnice Holmec, ko je padla v zasedo. Po uvodnem streljanju s strani JLA so teritorialci hoteli prepričati vojake, da se vdajo, toda k zasedi je prišel poveljnik stražnice, nakar je izbruhnilo obojestransko streljanje. Dva pripadnika JLA sta bila ranjena ter takoj prepeljana v bolnišnico, medtem ko se je eden vojak JLA vdal. Enota JLA se je umaknila in teritorialci so zasedli njihove položaje, ki so jih nato obdržali celotno vojno.
Po tem, ko je teritorialna obramba zagotovila širše zavarovanje prizorišča, so dobili ukaz 83. Obm ŠTO, da izvedejo napad na obmejno stražnico in tako zavarujejo mejni prehod. Priprave na spopad so se začele 28. junija ob 4:00. Policija in TO RS sta sestavili več mešanih skupin, ki so se nato razporedile okoli stražnice.
Spopad je začela JLA ob 5:30, nakar so vse enote TO RS odgovorile s streljanjem. Ob 6:30 je TO RS prenehala s streljanjem, da so lahko prišli reševalni avtomobili, ki so odpeljali ranjence (prednost so imeli pripadniki JLA, kar je bilo povod negodovanja s strani TO RS). Nato se je ponovno začelo občasno streljanje, ki je nato prenehalo ob 7:00. TO RS je predlagala pogajanja o predaji. JLA je odgovorila šele ob 8:10, medtem pa je poskrbela za svoje ranjence.
Sama pogajanja o predaji so povzročila prepir v stražnici, nakar je poveljnik stražnice, poročnik Dragan Dragić, ustrelil enega vojaka v hrbet, ki se je želel predati. Po tem je pobegnil v bližnjo stražnico Strojna. Prva skupina pripadnikov JLA se je vdala ob 10:30, druga pa šele ob 13:30.
V spopadu je sodelovalo 62 pripadnikov JLA; od tega so trije padli, 6 jih je bilo ranjenih in 45 je bilo ujetih. Na slovenski strani je sodelovalo 81 policistov (27 aktivnih in 54 rezervnih policistov) in 233 teritorialcev. Od tega sta 2 policista (Bojan Štumberger in Željko Ernoič) padla, 2 sta bila hudo ranjena; ranjena sta bila tudi dva teritorialca.

## Sporni dogodek
Sporni dogodek, izvor obeh političnih afer, je bila predaja skupine pripadnikov JLA, kar je posnela televizijska ekipa ORF. Na posnetku je razvidna skupina 3 vojakov, ki mahajo z belimi rjuhami v znak predaje, nakar so na njih streljali.
Vsi obtožitelji so izkoristili ta posnetek kot dokaz, da se je tu zgodil prvi vojni zločin vojn v nekdanji Jugoslaviji. Preiskava iz leta 1991, ki jo je vodil Drago Kos, je pokazala, da so streli prišli iz položajev rezervnih policistov, ki pa sploh niso bili v vidnem stiku s skupino vojaki (tako jih niso mogli niti zadeti), a so se pripadniki JLA skrili v zaklon, ker so mislili, da streljajo na njih. Preiskava je tudi pokazala, da so pripadniki, ki so se hoteli predati, vsi preživeli spopad in da so trije padli pripadniki JLA umrli že prej med samim spopadom. Eden izmed pripadnikov JLA, ki so se vdajali in so bili na posnetku, je leta 2006 dal intervju, v katerem je potrdil izsledke preiskave.

## Po vojni
Slovenija je v spomin na dogodke spopada ustanovila spominski znak Holmec, ki so ga prejeli udeleženci spopada.